# Myurella flavofasciata
Myurella flavofasciata is een slakkensoort uit de familie van de Terebridae. De wetenschappelijke naam van de soort is voor het eerst geldig gepubliceerd in 1921 door Pilsbry.